# Јосиф Јосифовски Свештарот
Јосиф Јосифовски Свештарот (Ђевђелија , 2. август 1915 — Кленовец, код Кичева , 7. новембар 1943), правник, учесник Народноослободилачке борбе и народни херој Југославије.

## Биографија
Рођен је 2. августа 1915. године у Ђевђелији. Основну школу завршио је у родном месту, а даље школовање је наставио у Крагујевцу, где се упознао с омладинским револуционарним покретом и постао његов активиста. Тамо је примљен у чланство Савеза комунистичке омладине Југославије.
После завршене гимназије, дошао је у Београд, где је уписао Правни факултет Београдског универзитета. Одмах по доласку на студије укључио се у студентски револуционарни покрет. Учествовао је у свим акцијама и протестима студената и био један је од организатора друштва „Вардар“. У чланство Комунистичке партије Југославије примљен је 1938. године. Због револуционарног рада више пута је хапшен и прогањан.
У време распуста био је активан у Студентској колонији. Када је одлазио у родну Ђевђелију, доносио је тамошњој омладини револуционарну литературу и учествовао у организовању омладинских организација. Кад је дипломирао, полиција је већ била упозната о његовој револуционарној делатности, па му је онемогућила да се запосли у родном граду. Зато се запослио као адвокатски приправник у Струмици.
Првих месеци, после окупације Краљевине Југославије, 1941. године, радио је на припремању оружаног устанка у Струмици. Септембра 1941. године, као инструктор Покрајинског комитета КПЈ за Македонију, био је упућен да у Ресенској области ради на распламсавању оружане борбе против окупатора. Италијанска полиција га је ухапсила у Корчи, као опасног комунисту, који је одржавао везе с албанским комунистима, али је Јосиф успео да побегне из затвора.
После бега из затвора отишао је у партизане и 6. јула 1942. године, прилкиком формирања Првог преспанског партизанског одреда „Даме Груев“, постављен је за његовог политичког комесара. Када је, 18. августа 1943. године, формиран Први партизански батаљон „Мирче Ацев“, постављен је за политичког комесара, а после месец дана за политичког комесара Друге оперативне зоне Главног штаба НОВ и ПО Македоније.
После капитулације Италије, немачке војне снаге, помогнуте балистима, предузеле су акције за уништење партизанског покрета у Копачији, у кичевском крају. Они су напали село Кленовец, где је привремено био смештен штаб Друге оперативне зоне. У тешкој борби, 7. новембра 1943. године, у којој је непријатељ био одбачен, обе стране су имале много погинулих. Међу партизанским погинулима тада су се налазили и командант зоне Мите Војвода и политички комесар Јосиф Јосифовски Свештарот.
Указом Президијума Народне скупштине ФНР Југославије, 5. јула 1951. године, проглашен је за народног хероја.

## Фотогалерија
- Биста Јосифа Јосифовског у Ресану
- Биста у Струмици